# 아이스브레이크
아이스브레이크 또는 아이스브레이킹, 아이스브레이커는 구성원들이 팀에 합류하는 과정을 시작하는데 도움을 주는 촉진 운동이다. 아이스브레이커는 보통 구성원들이 서로 잘 알 수 있게 하도록 도와줌으로써 그룹의 활기를 띠게 하기 위한 게임으로 대변된다. 이들은 이름, 취미 등의 개인 정보를 공유하는데 초점을 둔다. 아이스브레이커는 손님이 알지 못할 수 있는 환경에 다른 사람에게 소개하기 위한 사회적 모임에 사용되기도 한다.